# Traité byzantino-bulgare (816)

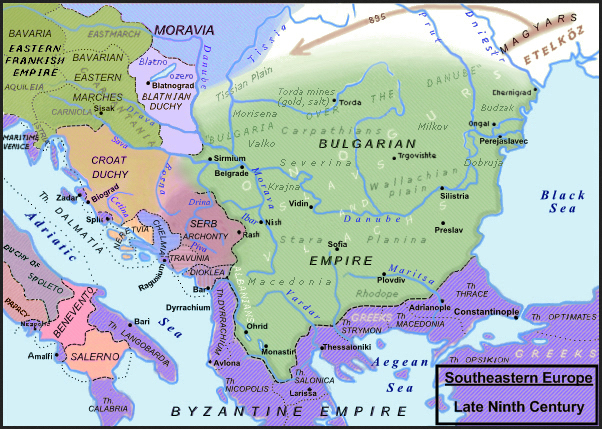
Le premier Empire bulgare (vert) au IX, y compris la Bulgarie au-delà du Danube.

Le traité byzantino-bulgare de 816 (en bulgare :  Договор от 816) est un accord d’une durée de trente ans signé à Constantinople par le khan bulgare Omourtag et l’empereur byzantin Léon V l’Arménien.

## Le contexte

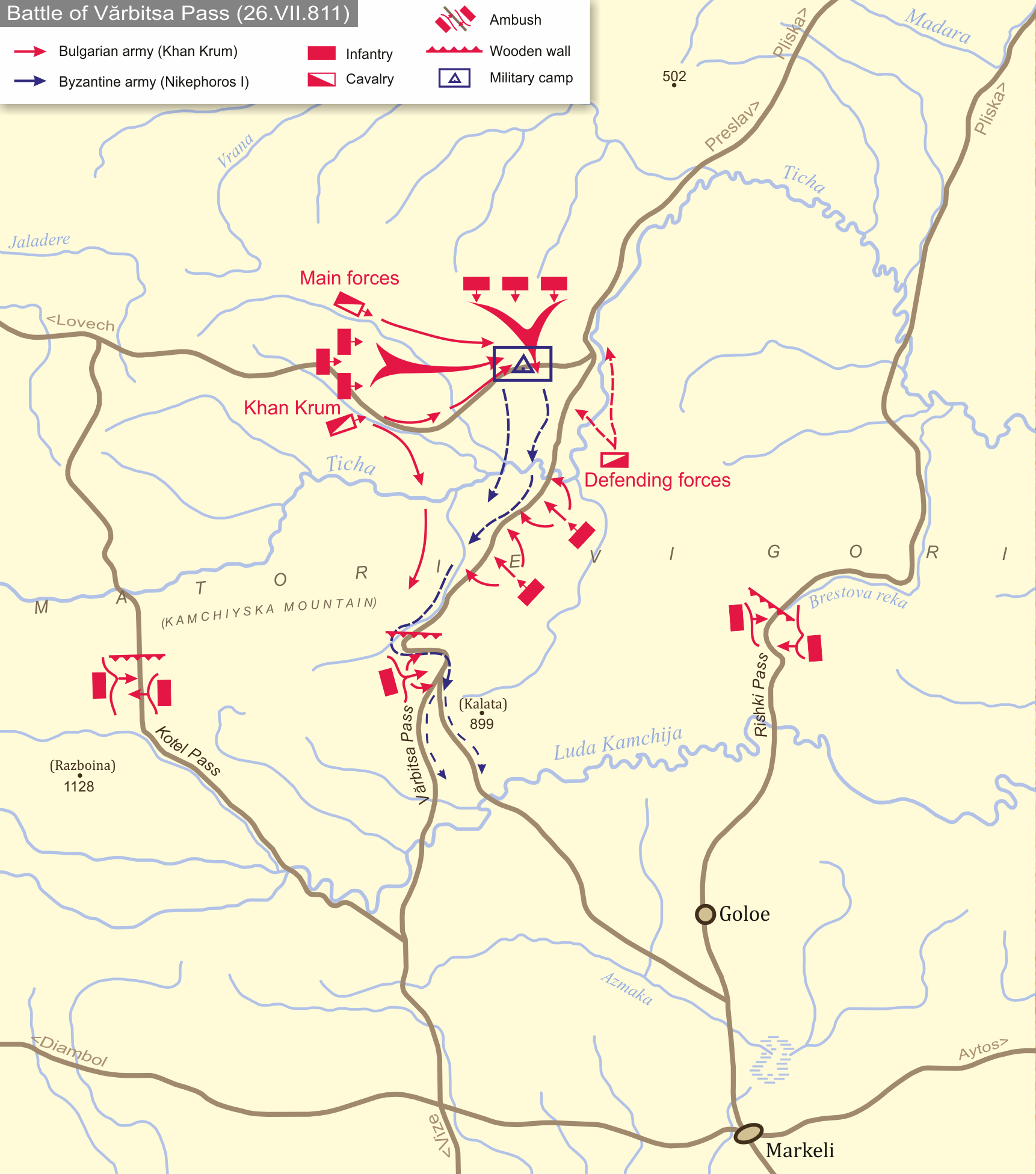
Schéma de la bataille de la Varbitza qui devait se terminer par la mort de l’empereur Nicéphore Ier et la victoire décisive du khan Krum.

Le règne du khan Krum (r . entre 796 et 803 – 814)  devait être marqué par les derniers conflits d’une guerre commencée en 756 entre les empires byzantin et bulgare. Pendant un peu plus d’une décennie et jusqu’à sa mort en 814, Krum remporta une série de victoires sur l’Empire byzantin incluant la prise de l’importante ville de Serdica (aujourd’hui Sofia en Bulgarie) en 809 dont il rasa les murs et massacra la garnison. En guise de représailles, l’empereur byzantin Nicéphore Ier (r. 802-811) marcha contre la capitale Pliska dont il s’empara en 811. Ce devait être sa seule victoire. Au cours de son retour vers Constantinople, l’empereur tomba dans une embuscade dans le défilé de la Vărbitza; son armée fut détruite et lui-même y trouva la mort.
Michel Ier Rhangabé (r. 811-813) devait lui succéder. Profitant de l’incertitude régnant à Constantinople à la suite du coup d’État qui avait mené l’empereur au pouvoir, Krum entreprit de nouvelles campagnes en Thrace et dans la vallée du Strymon avant de proposer une paix qui fut refusée par l’empereur byzantin « sur l’avis, nous dit Théophane, de ses ignobles conseillers ». Toutefois les vraies raisons de ce refus doivent plutôt être cherchées dans le paragraphe 3 du traité de 716 qui stipulait que « les réfugiés (émigrants et déserteurs) des deux camps devraient être remis à leurs autorités respectives s’ils complotaient contre celles-ci ». Cet article s’était avéré fort utile pour les Byzantins tant que leurs empereurs étaient en position de faiblesse, mais la situation s’était inversée après la crise de l’empire bulgare au milieu du VIIIe siècle. En juin 813, les armées byzantine et bulgare se trouvèrent face à face après avoir convergé vers Andrinople (aujourd’hui Édirne en Turquie). En dépit de leur nette supériorité numérique, les Byzantins furent défaits lors de la bataille de Versinikia,.
Les deux pays, épuisés à la suite de l’effort de guerre soutenu au cours des dernières années, entreprirent des négociations en vue d’un traité de paix.

## La signature de l’accord

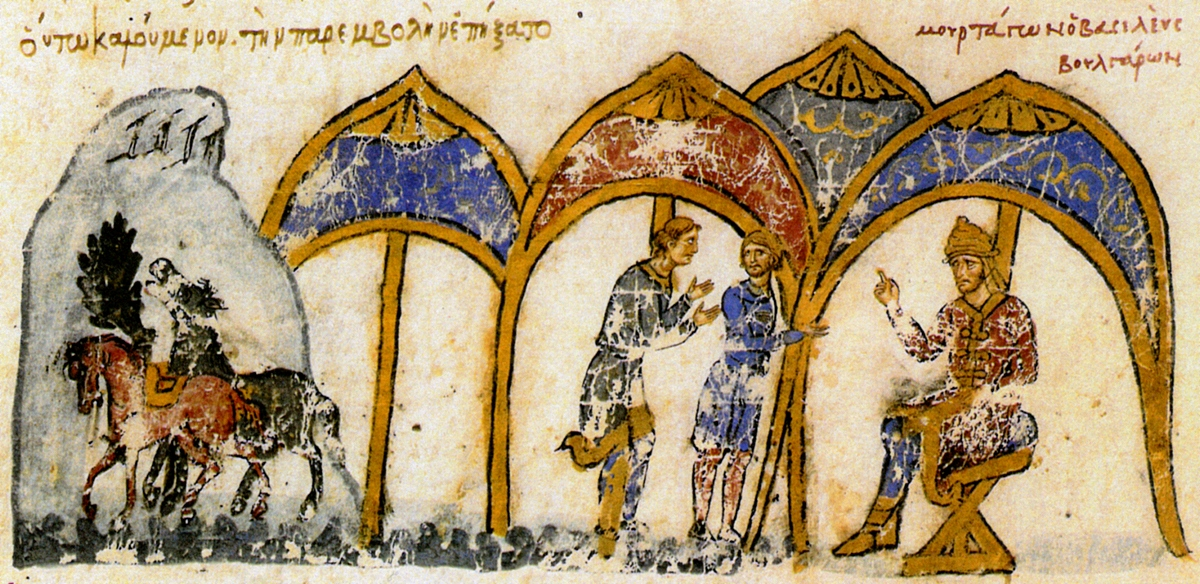
Le khan Omourtag envoie des ambassadeurs à la cour de Byzance (d’après la Chronique de Jean Skylitzès).

Successeur de Krum, Omourtag (r. 814-831) envoya en 816, des ambassadeurs à Constantinople en vue de négocier un accord de paix. La cérémonie de signature eut lieu en présence de nombre de dignitaires et revêtit un caractère solennel. Aux termes de l’accord l’empereur byzantin devait prononcer un serment selon la coutume des Bulgares païens alors que les émissaires bulgares le feraient selon la tradition chrétienne. Les historiens byzantins de l’époque furent scandalisés par la chose. Ils rapportèrent avec horreur que l’”empereur très chrétien” s’était vu obligé de répandre l’eau d’une coupe sur la terre, de tourner par 180 degrés la selle d’un cheval, de toucher une triple bride et de lever une motte de terre dans les airs Un autre historien rapporte que l'empereur byzantin dut sacrifier des chiens pour confirmer ce serment.

## Les termes de l’accord

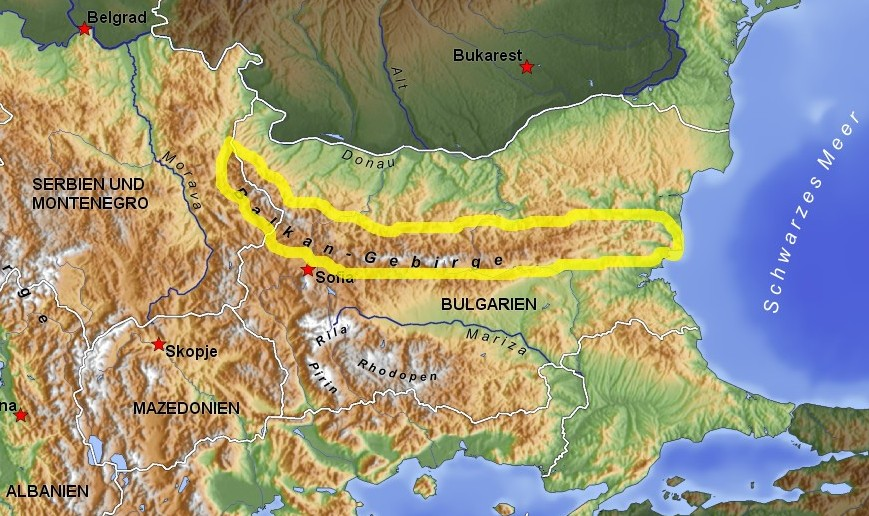
La chaine du Grand Balkan, frontière naturelle entre les deux empires.

En vertu de cet accord, le Grand Balkan redevenait la frontière naturelle entre les deux empires et Byzance recouvrait les villes de la mer Noire qu’elle avait perdues; les Bulgares pour leur part obtenaient satisfaction sur la question des échanges de prisonniers. Les termes de l’accord ne sont pas parvenus jusqu’à nous tels qu’enregistrés du côté byzantin. Toutefois, nous connaissons deux des quatre articles qu’il contenait grâce à texte en grec trouvé sur une colonne, dite de « Syuleymankyoy », du nom du village où elle fut trouvée (aujourd’hui Sechishte en Bulgarie),.
- Article premier : La frontière entre la Bulgarie et Byzance. Commençant à Débélt (sud-est de l’actuelle Bulgarie) près de la mer Noire, elle suivait la tranchée d’Erkesiya jusqu’au cours supérieur de la rivière Choban Azmak, un tributaire du Tundzha. De là, elle rejoignait le fleuve Maritsa au nord de l’actuelle ville d’Harmanli, près de l’ancienne ville de Constantia et continuait à l’ouest jusqu’au village d’Uzundzhovo[12]. De là, la frontière se dirigeait vers une montagne non identifiée, très probablement située sur les contreforts des Rhodopes orientaux. D’après cette inscription, la frontière était ainsi définie jusqu’à cette montagne. Selon les historiens, la région de Philippopolis (aujourd’hui Plovdiv) devait être transférée à la Bulgarie quelques années plus tard lorsque les garnisons byzantines qui y étaient stationnées se seraient retirées; d’ici là, la frontière devait suivre l’ancien tracé jusqu’à la chaine de la Sredna Gora au centre de la Bulgarie actuelle[13]. Les Bulgares continuèrent à occuper diverses forteresses autour d’Andrinople pour garantir la cession de Philippopolis, laquelle fut effectivement rendue à Byzance lorsque le khan Malamir (r. 831-836) prit possession de la cité[14]. Cet article reconnaissait officiellement l’expansion de la Bulgarie vers le sud[8], les Bulgares devant remettre aux Byzantins certaines des villes qu’ils occupaient dont Andrinople.
- Article deux : Échange de prisonniers de guerre. Les Bulgares s’engageaient à remettre les prisonniers capturés lors de la désastreuse campagne menée par l’empereur Nicéphore Ier en 811, ainsi que les populations faites prisonnières lors des campagnes subséquentes de Krum. Les Byzantins pour leur part devaient relâcher les Slaves faits prisonniers par Léon V, de même que tous ceux qui habitaient les régions frontalières de l’Empire byzantin près de Strandzha et des Rhodopes même si certains d’entre eux n’avaient jamais été sujets des khans bulgares. L’article se poursuivait en spécifiant les modalités des échanges. Ainsi, les Byzantins ne s’engageaient pas seulement à faire un échange de prisonniers, un pour un, mais devaient aussi donner deux têtes de bétail pour chaque soldat byzantin relâché à la condition que ces soldats retournent chez eux. De cette façon les Bulgares s’assuraient que les garnisons byzantines aux frontières seraient réduites[15].

## Les conséquences

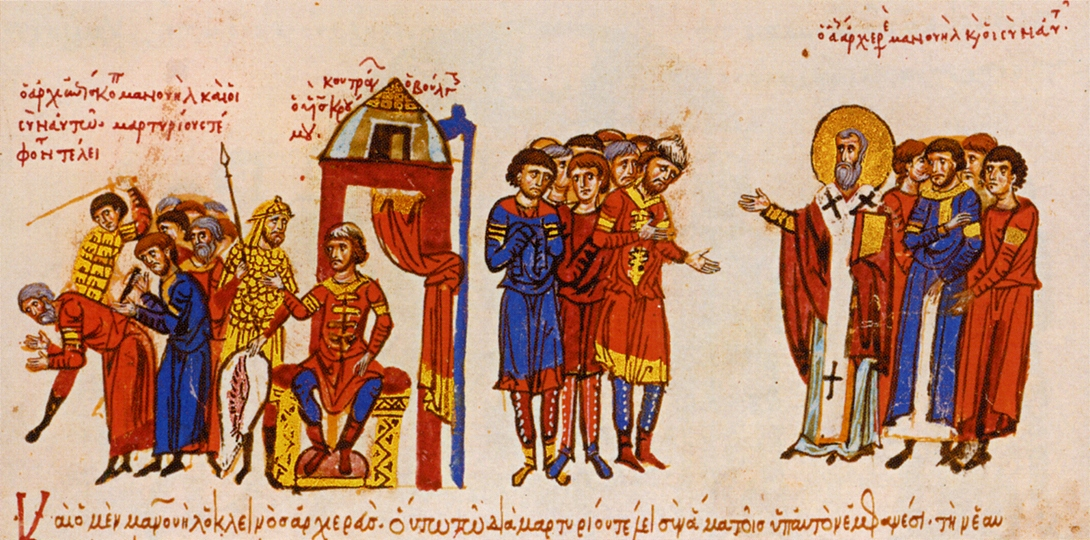
Le khan Omourtag ordonne le meurtre des chrétiens (d’après la Chronique de Jean Skylitzès).

Ce traité avantageait manifestement la Bulgarie; toutefois il offrait également un répit aux Byzantins qui devaient réorganiser leurs forces après une série de défaites hors de leurs frontières et devaient faire face à un renouveau de l’iconoclasme dans l’empire. La Bulgarie faisait également face à des problèmes religieux, le nombre de chrétiens allant croissant pour le plus grand déplaisir du khan Omourtag qui lança une persécution dont fut victime son propre fils, Enravota. Ils devaient également remettre sur pied leur économie après les conflits meurtriers qui avaient appauvri le pays au cours de la première décennie du siècle alors que leur capitale, Pliska, était toujours en ruines.
L’accord devait être reconduit en 820 lorsque Michel II (r. 820-829) s’empara du trône à Constantinople. Omourtag et Michel II agréèrent de plus de se porter secours mutuel en cas de danger. Fidèle à sa parole, Omourtag devait obliger le rebelle Thomas le Slave, révolté contre Michel II, à lever le siège qu’il avait commencé devant Constantinople.

### Sources primaires
- Georges Cédrène. Synopsis historion (aussi appelé : Brève histoire du monde).
- Ignatii Diaconi. Vita Nicephori in appendices to Nicephori Opuscula historica, ed. C. de Boor, Lipsiae, 1880.
- Theophanes Continuatus (Théophane Continué), « Chronographia », Patrologia Græca, vol. 109, Éd. J. P. Migne, Paris, 1863.
- Jean Zonaras. Épitomé historion, (abrégé de l’histoire du monde de la Création à 1118.)

### Sources secondaires
- (en) Andreev, J. The Bulgarian Khans and Tsars (Balgarskite hanove i tsare, Българските ханове и царе), Veliko Tarnovo, 1996,  (ISBN 954-427-216-X).
- (fr) Aslanian, Dimitrina. Histoire de la Bulgarie, de l'Antiquité à nos jours. Trimontium, 2004  (ISBN 2951994613).
- (fr) Bréhier, Louis. Vie et mort de Byzance, coll. L’Évolution de l’Humanité, Paris, Albin Michel, 1969.
- (fr) Cheynet, Jean-Claude. Le Monde byzantin, vol. 2, L’Empire byzantin (641-1204). Paris, Presses universitaires de France, 2006.  (ISBN 978-2-130-52007-8).
- (fr) Ducellier, Alain. Byzance et le monde orthodoxe. Paris, Armand Colin, 1986.  (ISBN 2-200-37105-5).
- (en) Fine, John V.A. The Early Medieval Balkans: A Critical Survey from the Sixth to the Late Twelfth Century. Ann Arbor, University of Michigan Press, 1991 (first edition 1983),  (ISBN 978-0-472-08149-3).
- (en) Kazdhan, Alexander (ed). The Oxford Dictionary of Byzantium. Oxford, Oxford University Press, 1991.  (ISBN 0-19-504652-8).
- (en) Madgearu, Alexandru. The wars of the Balkan Peninsula: their medieval origins. Martin Gordon, Publisher Scarecrow Press, 2008,  (ISBN 0-8108-5846-0).
- (en) Obolensky, Dimiti. The Byzantine Commonwealth, Eastern Europe 500-1453. London, Phoenix Press, 1971.  (ISBN 978-1-842-12019-4).
- (fr) Ostrogorsky, Georges. Histoire de l’État byzantin. Paris, Payot, 1983.  (ISBN 2-228-07061-0).
- (fr) Petit, Paul. Histoire générale de l'Empire romain, Paris, Seuil, 1974, 800 p.  (ISBN 978-2-02-002677-2).
- (en) Sheppard, Jonathan (ed). The Cambridge History of the Byzantine Empire, c. 500-1492. Cambridge, Cambridge University Press, 2008.  (ISBN 978-0521-83231-1).
- (en) Stephenson, Paul. Byzantium's Balkan Frontier: A Political Study of the Northern Balkans, 900–1204. Cambridge University Press, 2000.  (ISBN 978-0-521-02756-4).
- (en) Treadgold, Warren T. A History of the Byzantine State and Society. Stanford (California), Stanford University Press, 1997.  (ISBN 978-0-804-72630-6).
- (en) Vassiliev, A.A. History of the Byzantine Empire (2 vol.). Madison (Wisconsin), The University of Wisconsin Press, 1952.  (ISBN 978-0-299-80925-6) et  (ISBN 978-0-299-80926-3).
- (af) Zlatarski, Vasil (1971) [1927]. "Part I. The Huno-Bulgarian dominance (679-852). II. Territorial expansion and rising of political importance. 2. Change of the foreign and domestic policy of Bulgaria". History of the Bulgarian state in the Middle Ages. Volume I. History of the First Bulgarian Empire, (2 ed.). Sofia: Nauka i izkustvo. OCLC 67080314.